# Bent Jørgensen
Bent Jørgensen, danski rokometaš, * 8. januar 1945.
Leta 1972 je na poletnih olimpijskih igrah v Münchnu v sestavi danske rokometne reprezentance osvojil 13. mesto.